# Solenoptera canaliculata
Solenoptera canaliculata là một loài bọ cánh cứng trong họ Cerambycidae.